# 冷泉港
冷泉港（Cold Spring Harbor）是美國紐約州苏福克县 (纽约州)的一處村鎮，是國家指定的「普查設計地點」（census-designated place）。位於長島北岸。為冷泉港實驗室與冷泉港捕鯨博物館（Cold Spring Harbor Whaling Museum）的所在地。2000年的人口有4975人。

## 曾經居住於此的名人
- 詹姆斯·沃森，科學家，現居於此。
- 琳賽·羅涵，好萊塢演員，童年與青少年時期居住在此。
- 瑪格麗特·惠特曼，eBay執行長，於冷泉港長大。
- 沃利·斯澤比亞克，NBA球星，於冷泉港就讀高中。
- Louis Comfort Tiffany，彩繪玻璃藝術家。蒂凡尼創辦人Charles Lewis Tiffany之子。

## 外部連結
- Cold Spring Harbor（页面存档备份，存于） - Day trip review w/pictures of historic district, whaling museum and fish hatchery.
- Cold Spring Harbor Laboratory（页面存档备份，存于）
- Cold Spring Harbor Whaling Museum（页面存档备份，存于） Official website
- Cold Spring Harbor High School